# Sciadia vernagtensis
Sciadia vernagtensis är en fjärilsart som beskrevs av Karl Schawerda. Sciadia vernagtensis ingår i släktet Sciadia och familjen mätare. Inga underarter finns listade.